# Retrat de la senyora Guillaume amb pamela
Retrat de la senyora Guillaume amb pamela (Portrait de Madame Paul Guillaume au grand chapeau) és un quadre d'André Derain dipositat al Museu de l'Orangerie de París.

## Història
Derain pintà dos retrats de la senyora Guillaume, el primer l'any 1925, i aquest, que hauria estat executat durant la tardor o l'hivern de 1928-1929. Paul Guillaume i la seua dona, Domenica, es troben en aquell moment al punt més àlgid de la seua glòria.

## Descripció
En aquest oli sobre tela de 92 × 73 cm, hàbilment escenificat amb riques teles i draperies, Domenica sembla abans que res una dona de l'alta societat. Però el més remarcable és l'actitud majestuosa de la model i la brillantor excepcional dels seus ulls, avivada pel toc blanc que li il·lumina les pupil·les. Aquesta mena d'efecte recorda els retrats coptes que col·leccionava Derain.
Waldemar George feu d'aquest retrat una descripció inspirada:
| « | "Un cap de patrícia del Baix Imperi romà, o de verge romana d'Orient. Una estructura facial que s'aparta clarament de l'accepció clàssica de l'harmonia. Un rostre emaciat i consumit per un foc interior. Una bellesa dramàtica i lírica. L'efígie de la senyora Guillaume subratlla el caràcter diví del seu rostre ovalat, barrat per uns ulls d'ònix. Les dames romanes versades en filosofia neoplatònica i les primeres oïdores de Sant Pau, els estatuaris de les quals, tributaris d'Orient, ens n'han transmès els busts en un estil bàrbar, devien tindre aquest cap." | » |

En efecte, aquest retrat de la senyora Guillaume és, sens dubte, una veritable semblança del model: Domenica apareix com una dona de món, vestida amb un barret i una estola elegants. El rostre (acuradament maquillat) sembla greu i els ulls (destacats per Derain amb un toc de blanc) semblen mirar directament a l'espectador. El pintor va aconseguir copsar la ment d'aquesta dona, la qual, després de la mort de Paul Guillaume, va revelar-se cobdiciosa i sense escrúpols manipulant el seu nou marit i els seus amants, disposada a fer qualsevol cosa per a mantindre el seu estatus i el seu patrimoni. Per a molta gent, aquest retrat de Derain va esdevindre el símbol de la diabòlica Domenica.
Al fons, una cortina vermella evoca un interior ricament decorat. A la dreta, es pot veure un esbós feble de Pierrot i Arlequí (la gran pintura que Paul Guillaume havia encarregat a Derain, tot i que ací hom no sap si és realment la pintura mateixa o un dels dos esbossos que la parella va exhibir a la seua residència), la qual cosa és un gest evident de Derain per a palesar la relació especial que mantenia amb el marxant.